# Okres Medzilaborce
Medzilaborce is een district (Slowaaks: Okres) in de Slowaakse regio Prešov. De hoofdstad is Medzilaborce. Het district bestaat uit 1 stad (Slowaaks: Mesto) en 22 gemeenten (Slowaaks: Obec).

## Bevolking
Op 1 januari 2021 telde het district Medzilaborce 11.056 inwoners. Van de bevolking was 5.548 man (50,18%) en 5.508 vrouw (49,82%). Van de 11.056 inwoners leefden er 5.965 in steden en 5.091 in dorpen op het platteland; de urbanisatiegraad was laag en bedroeg 53,95%. Van de bevolking in 2021 was 1.501 tussen de 0-14 jaar (13,58%), gevolgd door 7.397 personen tussen de 15-64 jaar (66,9%) en tot slot waren 2.158 personen 65 jaar of ouder (19,52%). Het district Medzilaborce was hiermee het meest vergrijsde district in de regio Prešov.

### Etniciteit en taal
De etnische Slowaken vormen de grootste etnische groep in Medzilaborce: 6.473 van de 11.056 inwoners waren etnische Slowaken, oftewel 58,55%. Het percentage Slowaken varieerde sterk: van 20% in Oľšinkov tot 85,71% in Valentovce. De grootste minderheid vormden de 3.459 Roethenen (31,29%). De Roethenen vormden de meerderheid in de gemeenten Oľšinkov, Rokytovce en Čertižné.

## Steden
- Medzilaborce

## Lijst van gemeenten
| - Brestov nad Laborcom - Čabalovce - Čabiny - Čertižné - Habura - Kalinov - Krásny Brod - Ňagov | - Oľka - Oľšinkov - Palota - Radvaň nad Laborcom - Repejov - Rokytovce - Roškovce - Sukov | - Svetlice - Valentovce - Volica - Výrava - Zbojné - Zbudská Belá |

Okres Bardejov · Okres Humenné · Okres Kežmarok · Okres Levoča · Okres Medzilaborce · Okres Poprad · Okres Prešov · Okres Sabinov · Okres Snina · Okres Stará Ľubovňa · Okres Stropkov · Okres Svidník · Okres Vranov nad Topľou